# Ryom Å
Ryom Å  er en  17,3 kilometer lang å, der har sit udspring  ved Ommestrup sydøst for byen Mørke i  Syddjurs Kommune på Djursland.  Den løber først mod nordøst, og får tilløb fra bækkene  Hulbæk fra syd og Bønbæk fra vest. Den fortsætter gennem Dagstrup Mose vest for Thorsager. Den fortsætter mod nord til den i Pindstrup Mose, lige sydøst for Pindstrup svinger mod øst og fortsætter gennem dalen syd om Ryomgård, med Mesballe mod syd. Ryom Å fortsætter mod øst, til den nord for Kolind løber sammen med Korup Å. Kort efter Kolind Bro deler den sig i Nordkanalen og Sydkanalen i det afvandede Kolindsund.  De to kanaler løber sammen igen i udkanten af Grenå og fortsætter i Grenaaen ud i Kattegat.